# Agence radiotélégraphique de l'Indochine et du Pacifique
L'Agence radiotélégraphique de l'Indochine et du Pacifique a été fondée en novembre 1924 à partir de l'Agence radiotélégraphique de l'Indochine, qui existait depuis 1909, basée en Indochine française

## Histoire
Dès 1924, l'Agence Radiotélégraphique de l'Indochine et du Pacifique commença à répandre jusqu'en Mandchourie et en Australie des informations qu'elle recevait de l’agence de presse Havas, qui était associée au capital, à la demande de plusieurs hommes politiques inquiets de constater que la France ne contrôlait que 156 câbles télégraphiques sous-marins, pour une longueur de 66 000 km, sur un total mondial de 3642 câbles long de 633 000 km. Au même moment, la TSF avait fait d'énormes progrès, donnant des armes aux concurrents des agences de presse télégraphiques classiques, comme Transocean ou Europa Radio, qui utilisait les technologies de Transradio, la filiale de Telefunken.
Parallèlement, l'agence de presse rivale, Reuters, s'est affaiblie dans ses bastions, l'Asie et le Commonwealth, discréditée pour avoir relayé à outrance la propagande de guerre du gouvernement britannique.  En Chine, la Central News Agency, créée en 1924 par les nationalistes du Kuomintang ne réalisera des échanges avec Havas que plus tard. Au Japon, l'Agence Kokusaï a cessé en 1923 de constituer une simple filiale de Reuters et devient la coopérative de journaux japonais Shimbum Ringo, indépendante, qui ne traite avec Havas qu'en 1931, pour un échange de services radio. Au début des années 1920, Reuters recule aussi en Australie face au United Service de Keith Murdoch, allié à l'Australian Press Association.
Inspiré par les expériences du belge Robert Goldschmidt au Congo à partir de 1912, le projet avait été longuement réfléchi et stimulé par les problèmes vécus lors la Première Guerre mondiale. La France risqua en effet une rupture de ses relations avec ses colonies, qu'elle ne put éviter que par la mise à sa disposition des câbles sous-marins de l'allié anglais. Après la guerre, les Ministères de la Guerre, de la Marine et des Postes se mirent d'accord pour construire quatre grandes stations émettrices, à Bamako, Brazzaville, Tananarive et Saïgon. Les travaux furent commencés en 1917 et en 1923, trois des quatre grandes stations prévues fonctionnaient : Saïgon depuis 1923, Bamako et Tananarive depuis 1925, Brazzaville attendant son heure. Le plus puissant émetteur est situé à Saïgon, exploité avec l'aide de la Compagnie générale de télégraphie sans fil et diffuse ses nouvelles jusqu'en Australie.
Lors de la guerre d’Indochine, l'amiral Thierry d'Argenlieu ordonna de remettre en marche les services de l'ancienne Agence Radiotélégraphique de l'Indochine et du Pacifique, en sommeil depuis la fin des années 1930.